# Рубенс (Ајдахо)
Рубенс (енгл. Reubens) град је у америчкој савезној држави Ајдахо.

## Демографија
По попису из 2010. године број становника је 71, што је 1 (-1,4%) становника мање него 2000. године.
| Група             | 2000.      | 2010.      |
| Белци             | 70 (97,2%) | 69 (97,2%) |
| Афроамериканци    | 0 (0,0%)   | 0 (0,0%)   |
| Азијати           | 0 (0,0%)   | 0 (0,0%)   |
| Хиспаноамериканци | 0 (0,0%)   | 0 (0,0%)   |
| Укупно            | 72         | 71         |